# Inga apta
Inga apta är en ärtväxtart som beskrevs av James Francis Macbride. Inga apta ingår i släktet Inga och familjen ärtväxter. Inga underarter finns listade i Catalogue of Life.